# 2016年土耳其未遂政變
2016年土耳其未遂政變，指土耳其軍方内部派系在2016年7月15日企圖进行政變推翻总统雷傑普·塔伊普·埃爾多安，但最后以失败告终。这场未遂政变造成至少265人死亡和数千名群众受伤，當晚有報導稱位於安卡拉的土耳其国会大厦以及土耳其总统府皆遭到轰炸，在安卡拉和伊斯坦布尔的机场内，也能听到枪击声。
這次政變始於7月15日晚上有軍人奉命封鎖博斯普魯斯海峽大橋其中一條行車線，而海軍艦艇收到命令要全部出海候命，但海軍司令卻在期間失聯，也沒有任何政府領導層被叛軍拘禁，埃爾多安在半夜的電視直播聲稱有人發動政變及鼓勵民眾上街對付謀反的士兵，隨後便有配備武器的民眾追打士兵，警察卻視而不見，海軍艦艇奉命返回基地後便有多名指揮官遭到埃爾多安政府拘捕，政府在政變發生當晚已拘捕數千人，政變過程疑點重重，當晚報稱有叛軍包圍政府大樓及空襲總統府等，事後證實根本從未發生，埃爾多安政府在之後的大整肅，有數以萬計的軍人及公務員被拘留及開除，大量學校、新聞媒體與政治組織被解散及關閉，有紀錄片直指這場「政變」是總統埃爾多安為獨攬大權及剷除異己而自編自導自演，埃爾多安政府與美國及歐盟的關係亦自此惡化。

## 背景
自2008年起，埃尔多安政府与居伦运动合作，以世俗民族主义秘密组织埃尔盖内孔以及世俗主义政变计划大锤行动为由，审判并逮捕了土耳其军方中反对正义与发展党政权的世俗主义者。但在2013年土耳其腐败丑闻后，正义与发展党—居伦运动冲突取代了正义与发展党—军方冲突，成为了正义与发展党执政的主要障碍，因埃尔盖内孔案和大锤案被捕者也多数在2014年3月至2016年4月期间获无罪释放，在2016年土耳其政变后也未被重新抓捕。

## 政变经过

### 政变方试图掌权
2016年7月15日当地时间（UTC+3）接近23:00，民眾目睹軍機出现在安卡拉上空，穆罕默德二世大桥与博斯普鲁斯大桥自安纳托利亚至欧洲的方向封闭。
時任土耳其总理比纳利·耶伊尔德勒姆称军队“受到了外界的命令”，一部分军人试图夺取权力，并称这是“非法的行动”。他进一步表示，这些参与者“将会付出极大的代价”。当地媒体也报道伊斯坦布尔的阿塔图尔克国际机场出现了坦克，土耳其境内用户无法登陆Twitter、Facebook和YouTube，Twitter随后表示，他们并不认为有原因使得他们被封锁。军队总部内，土耳其参谋总长胡卢西·阿卡爾遭到俘虏，军队也进入正义与发展党在伊斯坦布尔的办事处，要求人员离开。
报导指出，土耳其总统雷杰普·塔伊普·埃尔多安当时正在土耳其西南的马尔马里斯港度假，他已经乘坐私人飞机飞离国内。
大约在23:00与00:00间，直升机攻击了位于格爾巴舍（安卡拉郊外）的特种部队总部和空军总部，造成42人死亡和43人受伤。Türksat 卫星通信与有线电视运营公司在Gölbaşı的总部也遭到攻击，两名安保人员被杀害。
23:50左右，政变士兵占领了位于伊斯坦布尔中央的塔克西姆广场。
7月16日凌晨0:02，路透社报导，政变军队已进入土耳其的国家媒体土耳其广播电视公司的建筑内。政变期间，军队强迫主播提简·卡拉斯宣读声明，称“土耳其的民主与世俗原则已被现在的政府所破坏”，国家“已被土耳其和平委员会控制”，该组织将会确保首都内人民的安全，声明一部分还提到“土耳其军队已经接管了国家，恢复了被破坏的宪法秩序、人权、自由和安全......所有的国际协议仍然有效，我们希望仍然与其他国家保持良好关系”，政变的策划者称“他们已经维护了民主秩序，法律必须保持优先”，该声明还下达了戒严令，称将会尽快制定新的宪法，随后土耳其广播电视公司停播节目。

### 政府的回应以及冲突

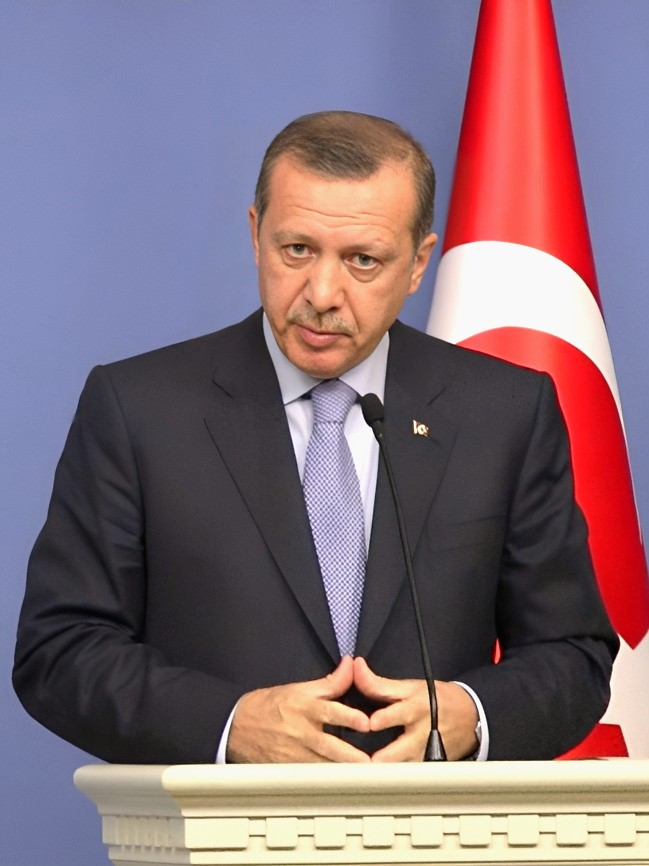
土耳其总统雷杰普·塔伊普·埃尔多安

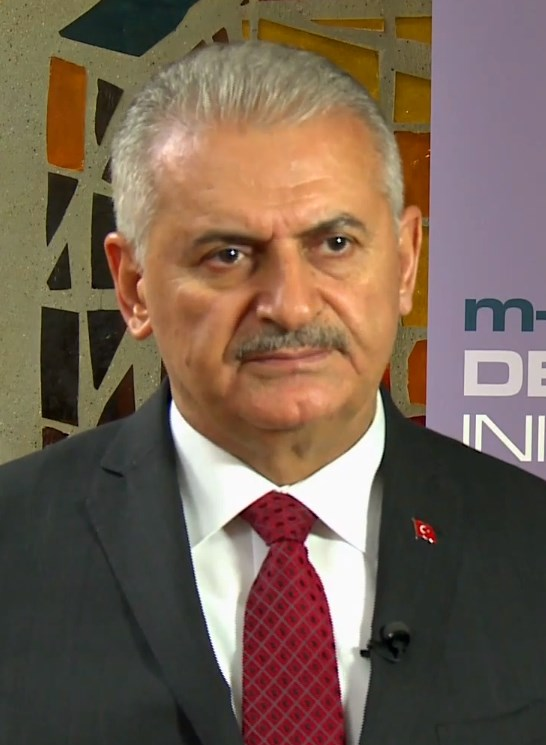
末任土耳其总理比纳利·耶伊尔德勒姆

土耳其总统办公室表示，埃尔多安总统在土耳其境外度假且十分安全，并谴责政变是对民主的破坏。总统的消息人士称埃尔多安和他的政府仍然掌权。埃尔多安的首条对外消息于00:23传出。凌晨1:00，埃尔多安通过FaceTime接受来自CNN土耳其的采访，希望他的支持者们走上街头，无视军队强迫下达的宵禁指令，称“没有什么力量高过人民，让在广场和机场里做他们想做的事吧”。副總理努曼·庫爾圖爾穆什出现在电视直播，指出正义与发展党仍然掌控着政府。即使政变方实行宵禁，正义与发展党籍的安卡拉市长梅利赫·戈克切克鼓励人们上街抗争。埃尔多安的飞机11:47于达拉曼机场起飞，但由于需要确保伊斯坦布尔机场的安全，飞机只能在比加等候，直到2:50才得以降落。
位于伊斯坦布尔的土耳其第一军团司令部声称，土耳其军队并不支持政变，政变的发起者是军队内的一小部分派系，政变军队正在遭受控制。所有伊斯坦布尔机场的航班被取消。据BBC报导，土耳其广播电视公司总部传出爆炸声，安卡拉也传出了枪声。不久后，平民和警察冲入土耳其广播电视公司，据称在内的4名士兵被制服，电视台恢复了播出，之前被强迫宣布声明的提簡·卡拉斯在节目中表示她被挟持，且是在被枪口对着的情况下宣读声明。
凌晨1:00，有报道指出政变方已经将力量从机场转移，人群正在进入机场，但在1:13，机场又传出坦克开火的声音。
坦克于土耳其议会大厦附近开火，同时议会大厦也遭到了来自空中的攻击。据报导，位于博斯普魯斯大橋上跟随政变军队的抗议者遭到伤害。
一架土耳其军方的F-16击落了政变军队的直升机，有报道声称，安卡拉上空出现了政府军队的飞机，以消灭政变军队的直升机。
凌晨3:08，一架军用直升机对着议会大厦开火，3:10，土耳其军队通过其网站，声称已经控制全国。3:12，比纳利·耶伊尔德勒姆表示局势已经得到控制，军队会在安卡拉上空设立禁飞区，任何军用飞机飞入都将被击落。
在3:23和3:33，报导称土耳其议会大厦再次爆炸，当时一架政变军队的直升机被目击到在旁，CNN土耳其报导了新闻，称造成12人死亡，2人严重受伤。CNN报导该新闻后30分钟后，政变士兵进入CNN 土耳其的总部，强迫其停止播出节目。1小时后，CNN又恢复了广播。不久，土耳其议会議長伊斯梅爾·卡赫拉曼表示炸弹在议会内公共关系楼群的一个角落爆炸，无人伤亡，而一些人在与警察的冲突中受伤。
凌晨4:00，在埃尔多安离开他的酒店一个半小时后，2-3架直升机袭击了埃尔多安住过的酒店。同时根据目击者描述，10-15名携带武装的人士登陆，开始进行的攻击。随后的冲突造成2名警察死亡，8名警察受伤。
据土耳其通讯社Doğan News Agency报导，在伊斯坦布尔内，政变军队向试图穿越博斯普魯斯大橋抗议的人群开火，并造成部分人群受伤，政府的支持者对参与政变的士兵进行了斩首。
17名土耳其警察在位于安卡拉外的土耳其特种部队总部外遭到直升机攻击后丧生。

### 政变的失败
埃尔多安于凌晨4:00左右到达伊斯坦布尔机场，他在机场进行了讲演，由電視播送，外则有数千名的支持者。6:30时，他再次進行了電視演說，提到他的支持者们，还说道“在土耳其，军队不會统治或者领导国家，他们也不能这么做”，他指责“那些在宾夕法尼亚州的人”（暗指法图拉·葛兰以及居伦运动）企图发动政变。他表示，他将会“清理”军队，也称“这次政变是来自真主的礼物”，為「清理」軍隊提供了理由。
欧洲东部时间（UTC+2）7月16日11:42，一架土耳其的黑鹰直升机向希腊发出求救信号，并在8分钟后（11:50）在两架希腊F-16护航下降落在亞歷山德魯波利斯机场，直升机降落后7名军事人员和1位平民由于非法入境遭到逮捕，随后他们申请政治庇护，直升机由希腊控制。土耳其外交部长梅夫吕特·恰武什奥卢表示土耳其希望引渡逃到希腊的人员并将直升机归还给土耳其。

## 後續事件

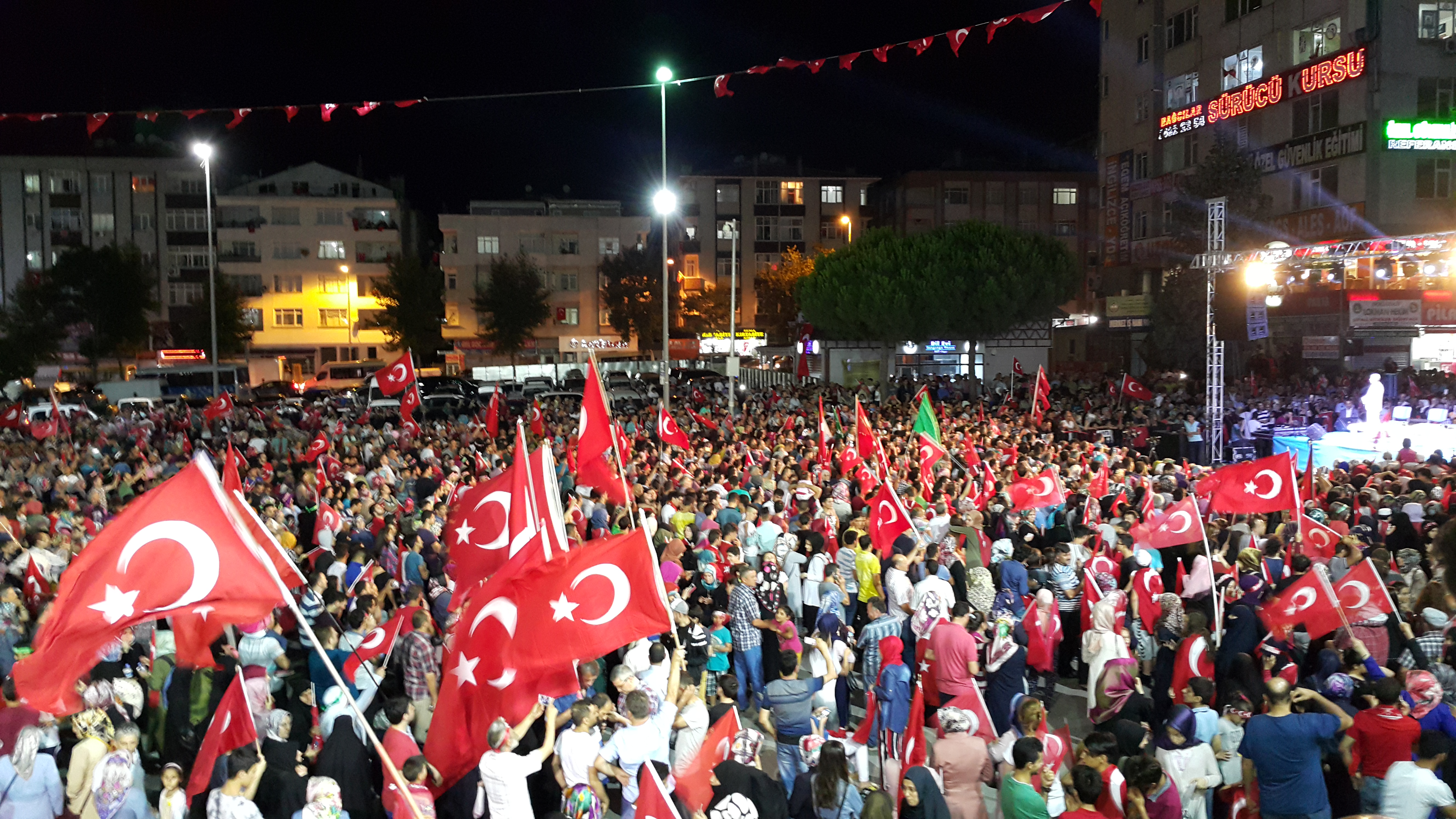
勝利的群眾在街頭（2016年7月19日）

正義與發展黨政府在政变开始后迅速宣布政变失败，并开始起诉政变者，很快就有2,839名军人遭到逮捕。正义与发展党政府隨後對軍方、警察、司法界、各政府部門和機關、教育及學術界、新聞界、宗教團體及其它界別發動大規模清洗。至2016年7月下旬，已有超過6萬人被當局扣留，或遭停職或開除，或被調查。
土耳其總理及執政黨高層人士於7月16日表示政府考慮修改法律，恢復死刑。欧盟外交和安全政策高级代表费代丽卡·莫盖里尼表示如果土耳其恢復死刑，就不可能成為歐盟成員國。
土耳其勞工部長指責美国參與了政變。美國國務卿约翰·克里否認指控，並促請土耳其政府在進行後續調查時依法辦事。土耳其切斷該國南部由美軍使用的因吉爾利克空軍基地電力供應，並禁止飛機從該處起飛，美軍被迫暫停利用該基地空襲伊斯兰国。7月25日，土耳其保守派報章《新曙光報》聲稱美國的約翰·坎貝爾退役陸軍上將曾經秘密前往土耳其並向支持政變的軍方人士發放數以十億計美元的資金，美國參謀長聯席會議主席约瑟夫·邓福德海軍陸戰隊上將隨即指責該報道是荒謬，美國陸軍也發表聲明表示該等指控完全失實。
7月20日，埃爾多安宣佈全國進入緊急狀態，為期3個月。
8月9日，俄土兩國總統在聖彼得堡會面。這是政變以來，土耳其總統首次出訪國外，也是俄土兩國自2015年土耳其擊落俄羅斯戰鬥機事件後，兩國首領首次會面。據信這是土耳其應對政變事件中盟友支持度不足的戰略手段。
2019年5月20日，土耳其检察机关向249名土外交部公务员发出逮捕令，土当局指责这些人是居伦运动嫌疑人，涉嫌在2010年至2013年土外交部招生考试中通过作弊进入外交部工作。截至2019年，埃尔多安发起的整肃行为已有逾7万人遭逮捕，约15万名公务员和军人遭停职或被开除。

## 評論
这场政变在国际和国内都遭到了批评声，土耳其主要的反对党发表了谴责，欧盟、北约和美国则认为应当尊重土耳其的民选政府。
有意見認為埃爾多安可能會仿效1933年德國總理阿道夫·希特勒利用国会纵火案作藉口，剝奪公民自由和大舉拘捕反對者。超過2,700名土耳其法官在政變後迅即被解除職務一事，加深了一些人的憂慮。被埃爾多安指摘是政變幕後黑手的法图拉·葛兰否認指控。葛蘭說本次政變有可能是政府策劃。葛蘭的一名顧問說7月15日的政變策劃不周，「實行得很差勁，所有事看來都是對埃爾多安有利」，留下許多大疑問。
也有評論認為政變「拙不拙劣」有點以成敗論的色彩，要是成功不管中間再多差錯事後都會被說成計畫詳密，反之亦然。要是政府不透過手機直撥叫出群眾，且群眾願意回應，其實事態發展未可知。

## 影響
政變發生後，土耳其政府认为居住在美国的土耳其宗教人士法图拉·居连是政变主谋，一再要求美国将居伦引渡回土耳其，并将他领导的居伦运动列为恐怖组织，但美国方面始终以“证据不足”为由，拒绝这一诉求。土耳其則以美國牧師安德鲁·布伦森與居伦运动有牵连為由將其逮捕。此後美土關係不斷惡化，雙方互相暫停非移民簽證，美國一度臨時關閉駐土耳其大使館，後又以布伦森被土耳其监禁為由制裁与此案相关的土耳其司法部长和内政部长，同時加倍征收对土耳其的钢铝关税。土耳其轉而向俄羅斯靠攏，並購買S-400防空導彈。

## 国际社会反应
- 联合国：联合国秘书长潘基文7月15日通过发言人发表声明，呼吁土耳其各方保持冷静与克制，避免暴力冲突。他强调，军事干涉国家事务是不可接受的，根据民主原则、通过和平方式认可文官治理和宪法秩序至关重要[102]。联合国安理会原计划在16日发表声明谴责土耳其的动荡，但文中“希望各方尊重土耳其的民选政府”内容遭到埃及反对，埃及认为联合国安理会无法评判一个政府为“民选政府”与否[103]。联合国大会主席莫恩斯·吕克托夫特16日发表声明，强烈谴责土耳其部分军方人员企图发动政变。声明说，国际社会必须全力支持土耳其的民选政府和法治[104]。
- 欧盟：欧洲理事会主席图斯克、欧盟委员会主席容克、欧盟外交与安全政策高级代表莫盖里尼发表联合声明，强调土耳其是欧盟重要伙伴，欧盟全力支持土耳其民选政府、国家机构及法律，呼吁土耳其尽快恢复正常秩序[102]。負責處理土耳其加入歐盟談判事宜的歐盟專員約翰內斯·哈恩（英语：Johannes Hahn）認為在政變後有近3,000名法官和軍方人員被迅速逮捕，反映土耳其政府在政變發生前已經擬好一份拘捕名單，「這正是我們擔心的事」。[105]
- 北大西洋公约组织：北约秘书长斯托尔滕贝格呼吁土耳其各方保持冷静与克制，称北约完全尊重土耳其民主体制和宪法，强调土耳其是北约重要成员[102]。
- 美国：白宫7月15日发表声明称奥巴马总统呼吁土耳其各方支持民选政府，展现克制，避免暴力冲突和流血事件发生[102]。18日美国国务卿约翰·克里在比利时布鲁塞尔与欧盟国家外长会晤并举行记者会，表示支持把政变者绳之以法，但是告诫土耳其政府不要“过火”[106]。
- 德国：德国联邦政府16日发布声明称，对土耳其日前发生的军事政变行为感到“深切不安”。德国外长施泰因迈尔发表声明，谴责政变发动者“试图使用暴力手段改变土耳其的民主制度”。他呼吁各方尊重土耳其民主政权和宪法制度，并避免发生更多的流血事件。[107]。德国总理默克尔后续发表声明强调了德国政府对此次针对土耳其总统埃尔多安的军事政变最强烈的谴责。与此同时她还呼吁土耳其总统及其政府能依照该国法律对叛军依法处理，并通过其发言人表示参与政变的士兵投降后遭到报复的画面“令人生厌”，如果土方恢复死刑，意味其寻求成为欧盟成员的谈判终结”[108]。
- 英国：英国外交大臣鲍里斯·约翰逊对土耳其局势深表关切，称英国驻土使馆密切关注局势发展。英国外交部建议在土英国公民在形势明朗之前，避开前往公共场合并保持警惕。
- 法國：法国外交部发言人纳达尔发表声明，表示法国密切关注土耳其局势发展，呼吁土耳其各方避免一切暴力行为，遵守民主秩序[102]。
- 俄羅斯：俄罗斯总理梅德韦杰夫表示，土耳其发生的军事冲突表明其社会和军队之间存在很大、很深的矛盾，这些矛盾最终爆发为当前事态。土耳其必须恢复宪法秩序，土法律规定的权利和自由应得到尊重[107]。俄罗斯外长拉夫罗夫呼吁土耳其各方避免发生流血冲突，通过符合宪法的方式来解决面临的问题。
- 伊朗：伊朗精神领袖哈梅内伊的国际事务顾问阿里•阿克巴尔•韦拉亚提表示伊朗强烈谴责土耳其的未遂军事政变，支持民选的土耳其政府，反对试图推翻政权的任何非法的武力行动。他同时希望埃尔多安也要正视叙利亚人的诉求[109]。
- 埃及：埃及國內普遍對土耳其政變持歡迎態度，埃及國營媒體《金字塔報》訛稱「土耳其軍方推翻埃爾多安」、「埃爾多安正在消失」。《祖國報》則稱「軍方控制土耳其並罷黜埃爾多安」，將土國軍方的未遂政變稱為「軍事抗命」。在埃及的強烈杯葛下，聯合國安理會未能通過譴責土耳其暴力和動亂的聲明。埃及主張，聲明中必須把呼籲各方「尊重土耳其民主選出的政府」的措辭去除，改為呼籲各方「尊重民主和憲法原則」。埃及認為，安理會無權判定一個國家的政府是不是真的由民主選舉產生[110]。
- 希腊：希腊外长科恰斯表示，希腊谴责任何政变图谋，支持土耳其人民为民主而斗争以及捍卫宪法秩序。希腊总理齐普拉斯也在推特上表示，希腊政府和人民关注土耳其局势发展，支持民主和宪法秩序[107]。
- 约旦：约旦新闻大臣兼政府发言人穆马尼说，土耳其稳定是本地区稳定与安全的重要因素，希望土耳其战胜这场严酷考验，维护国家统一[107]。
- 中国：7月18日中国外交部发言人陆慷表示，“土耳其局势目前已基本恢复秩序和稳定。我们对此感到高兴。”陆慷说，土耳其是中东地区重要国家，对中东和平稳定有重要影响。中方支持土方维护国家安全和稳定的努力。他同时表示，“作为友好国家，中方希望土耳其保持安全稳定。”[111]
- 巴基斯坦：巴基斯坦政府发布声明，表示支持土耳其人民捍卫民主制度和民选领导人的意志，谴责试图破坏民主和法治的行为，希望土耳其尽快恢复和平与正常秩序。
- 国际特赦组织：国际特赦组织指出，因政变被捕的土耳其军官遭到警察毒打、虐待，甚至性侵，呼吁欧洲预防酷刑委员会介入调查[112]。